# Río Miskatonic
El río Miskatonic es un río ficticio de Nueva Inglaterra que es mencionado en los escritos de H. P. Lovecraft. Es también el nombre de una red de drenaje conocida como el Valle del Miskatonic. La también ficticia Universidad Miskatonic, ubicada en Arkham, fue nombrada en honor de este río. El Valle del Miskatonic fue mencionado por primera vez en el cuento de Lovecraft llamado La lámina de la casa (1920).
Se dice que las comunidades ficticias de Arkham y Dunwich, Massachusetts, están localizadas sobre la rivera del río del Miskatonic. En el cuento El Color que cayó del cielo (1927), el narrador clama que hay una "pequeña isla del Miskatonic, donde el diablo concedía audiencias al lado de un extraño altar de piedra, más antiguo que los indios."

## Ubicación
El Miskatonic parece seguir un camino de oeste a este a través de Massachusetts, teniendo su origen en manantiales existentes en las colinas al oeste de Dunwich. Corre hacia el este pasando por Dunwich, gira al sureste y fluye a través de Arkham. El río desemboca en el mar 3 kilómetros al sur, cerca de Kingsport, el cual se encuentra justo al nordeste de la desembocadura.
Escritores que siguieron la tradición de horror de Lovecraft, especialmente aquellos que ampliaron los Mitos de Cthulhu, han nombrado el área que rodea al Valle del Miskatonic y su desagüe como el país de Lovecraft.
El videojuego Anchorhead, una ficción interactiva de 1998 creada por Michael Gentry menciona un río llamado Miskaton, una alusión obvia al río Miskatonic. Este río fluye a través de la ubicación principal del juego hacia el este para desembocar en el Océano Atlántico. El río es cruzado por vías de ferrocarril que van desde una fábrica de papel localizada al noroeste del pueblo. El puente Whateley cruza el río Miskaton al norte de la plaza de la ciudad. La universidad de Anchorhead es llamada "Universidad Miskaton".

## Origen

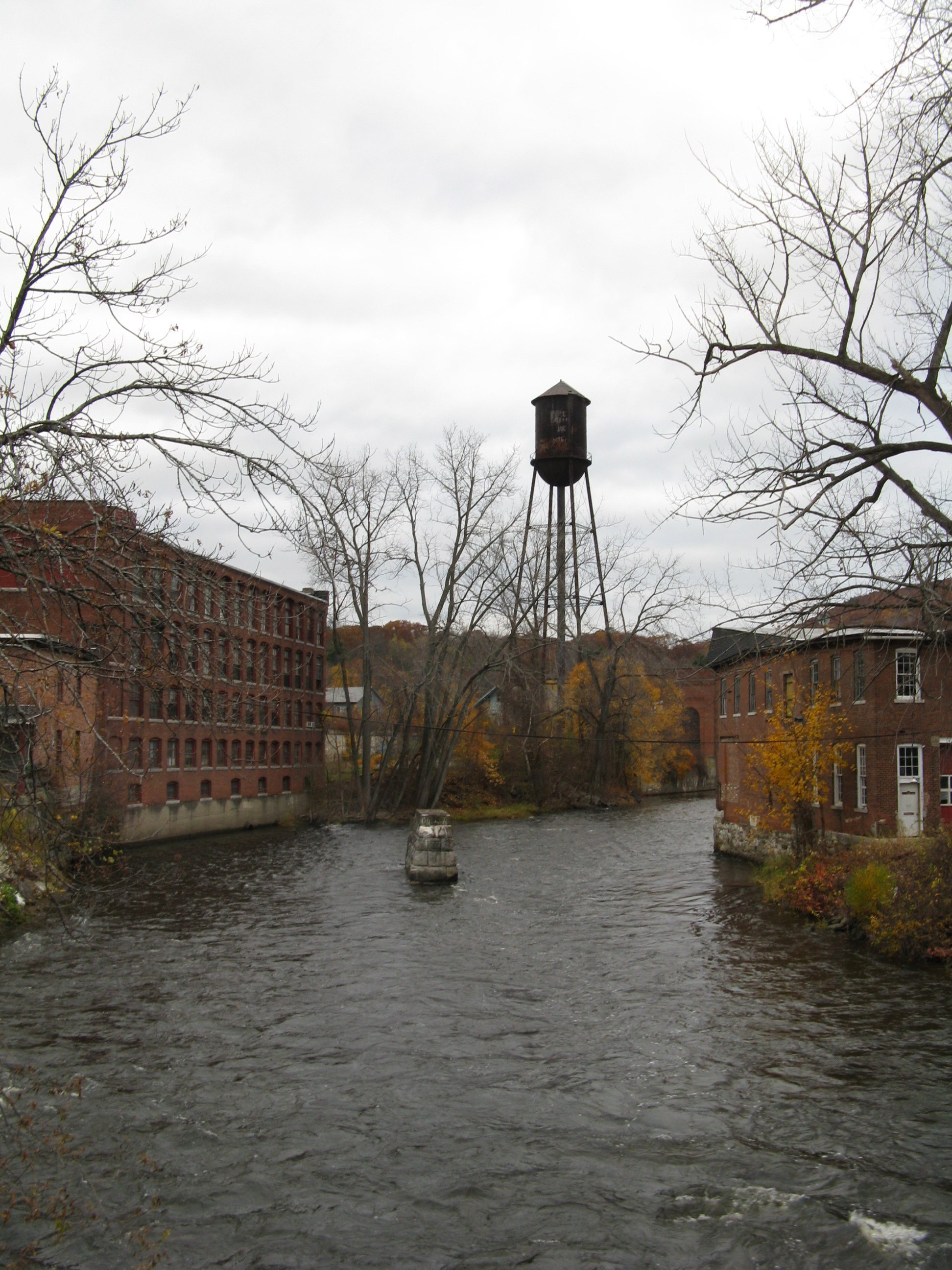
El río Housatonic en
Housatonic, Massachusetts

Lovecraft inventó la palabra Miskatonic usando una mezcla de palabras de raíz Algonquina. A través de Nueva Inglaterra todavía es posible encontrar nombres de lugares basados en lenguas algonquinas. Anthony Pearsall cree que Lovecraft basó el nombre en el río Housatonic el cual se extiende por 240 kilómetros desde Connecticut Occidental hasta el estrecho de Long Island.
Daniel Harms sugiere que el nombre Miskatonic está derivado de Misqat, una tribu ficticia descendiente de los Nativos Americanos de Massachusetts.
También se piensa que hace referencia al río Merrimack, el cual corre por la ciudad de la vida real llamada Newburyport, una localidad mencionada a menudo por Lovecraft.

## Lectura recomendada
- Murray, Will (enero de 1999) [1987]. "Raíces del Miskatonic". En James van Hise (ed.). James Van Hise (ed.), ed. (January 1999). «Roots of the Miskatonic». The Fantastic Worlds of H. P. Lovecraft (1st edición). Yucca Valley, CA: James Van Hise. pp. 94-6. (1.º ed.). Yucca Valle, CA: James van Hise. pp. 94@–6. CS1 maint: texto Extra: lista de editores ()

- Datos: Q1452472